# Промисловість Парагваю
Розвиток промисловості Парагваю розпочався відносно недавно — тільки з 1981 року тут розпочалося виробництво цементу, кормів для тварин, сталі, міндобрив та ін. Легка доставка промислових товарів з-за кордону не створювала достатнього спонукального стимулу для розвитку власної промисловості. У країні переважають дрібні промислові підприємства, які займаються головним чином переробкою місцевої сільськогосподарської продукції.
Індустріальний сектор виробляє приблизно 25 % валового внутрішнього продукту Парагваю (ВВП) і наймає близько 31 % робочої сили. Виробництво виросло на 2,9 % у 2004 році, після п'яти років зниження. Традиційно сільськогосподарська економіка Парагваю показує деякі ознаки довгострокового індустріального зростання, особливо в фармацевтиці, виробництві харчових олій, предметів одягу, органічного цукру, переробці м'яса та металургії.
Базою парагвайської індустрії є переробка продукції сільського господарства і лісової промисловості: деревина, рослинні олії, цигарки, пиво, обробка шкіри. Значна частка також належить до виробництва цукру з цукрової тростини, екстракту кебрачо, рослинного воску і рослинних олій, ефірних олій, олії тунгового горіха, кокосового горіха та олії з нього. Фармацевтична промисловість Парагваю швидко витісняє іноземних постачальників у забезпеченні потреб населення країни. Парагвайські компанії тепер забезпечують 70 % внутрішнього споживання і почали експортувати ліки.

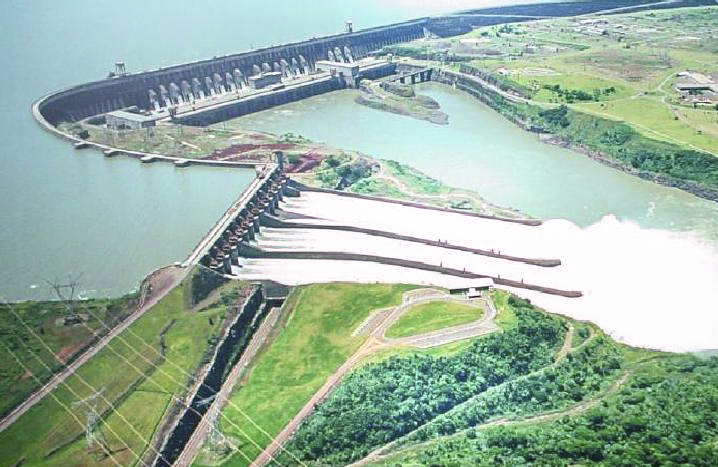
Гідроелектростанція «Ітайпу»

Найбільш економічно розвинутими є департаменти: Столичний округ, Альто-Парана, Ітапуа (міста: Колонія Уніда, Фрам, Енкарнасьйон), Гуаіра. У Вілля Еліса біля Асунсьйона розташований нафтопереробний завод, також є два сталепрокатних заводи, один із них частково належить парагвайському уряду. У місті Піляр виробляється високоякісна бавовняна тканина. Добувна промисловість розвинена слабо. Проте підтверджена наявність родовищ заліза, магнію, ртуті, цинку, вугілля, свинцю поліпшує цю ситуацію.
Електроенергія в Парагваї виробляється не тільки для потреб країни, більша частина експортується в сусідні держави. Загалом за рік виробляється 53 000 млн кВт електроенергії (дані за 2001 рік), з них теплоелектростанції 38 000 млн кВт, решта припадає на гідроелектростанції (в тому числі на найбільшій у світі ГЕС «Ітайпу», розташованій на кордоні з Бразилією).